# Sidasodes jamesonii
Sidasodes jamesonii là một loài thực vật có hoa trong họ Cẩm quỳ. Loài này được (Baker f.) Fryxell & Fuertes miêu tả khoa học đầu tiên năm 1992.